# Tommy Aaron
Thomas Dean Aaron (Gainesville, 22 september 1937) is een Amerikaanse voormalig golfprofessional.

## Amateur
Aaron speelde als amateur in Georgia. Hij begon in 1958 op het Amerikaans amateurkampioenschap golf, waar hij in de finale van Charlie Coe verloor. Hij werd hierdoor gevraagd voor het Walker Cup-team tijdens de editie van 1959 welke hij ook won met het Amerikaanse team. Als amateur behaalde Aaron 8 individuele overwinningen. 

### Overwinningen (8)
- 1957: SEC Championship (individueel), Georgia Amateur
- 1958: SEC Championship (individueel), Southeastern Amateur
- 1959: Sunnehanna Amateur
- 1960: Western Amateur, Georgia Amateur, Southeastern Amateur

### Teams
- Walker Cup: 1959 (winnaars)

## Professional
In 1960 werd Aaron professional. Zijn eerste overwinning op de Amerikaanse PGA Tour behaalde hij in 1969 op de Canadian Open. In 1970 won hij de Atlanta Classic. Hij speelde tot 1973 zonder onderbreking op de Amerikaanse Tour. Zijn grootste overwinning behaalde hij in 1973 met winst op het Masters Tournament, waar hij J. C. Snead met één slag achter zich liet.
Aaron maakte in 1969 en 1973 deel uit van het Amerikaanse team op de Ryder Cup. Samen met zijn Amerikaanse landgenoten won hij de editie van 1973. 
Van 1987 tot 2006 kwam Aaron uit op de Senior PGA Tour waarin hij goed was voor 1 overwinning.

### Overwinningen

#### Amerikaanse PGA Tour(3)
- 1969: Canadian Open
- 1970: Atlanta Classic
- 1973: Masters Tournament

#### Overige (3)
- 1972: ABC Japan vs USA Golf Matches
- 1972: Trophée Lancôme
- 1975: Georgia Open

#### Senior PGA Tour(1)
- 1992: Kaanapali Classic

#### Teams (1)
- Ryder Cup: 1973